# Harold Watson (hockey sur glace, 1898)
Pour les articles homonymes, voir Harry Watson et Watson.
Temple de la renommée : 1962
Temple de la renommée de l'IIHF : 1998
Harold Ellis « Harry » « Moose » Watson (né le 14 juillet 1898 à Saint-Jean de Terre-Neuve province de Terre-Neuve-et-Labrador - mort le 11 septembre 1957) est un joueur canadien de hockey sur glace,.

## Carrière de joueur
Il a remporté à la Coupe Allan avec les Granites de Toronto. L'équipe a été choisie pour représenter le Canada aux Jeux olympiques de 1924. Elle a remporté l'or. Au cours de ce tournoi des premiers Jeux olympiques d'hiver, Harry Watson a marqué trente-six buts en tout dont treize face à la Suisse (victoire du Canada 33-0). Records absolus pour un joueur sur une édition des Jeux . 